# Breaking the Girl
Breaking the Girl е сингъл на американската фънк рок група Ред Хот Чили Пепърс. Това е третата песен от супер успешния Blood Sugar Sex Magik.
Песента е мелодична балада посветена на връзката между Антъни Кийдис и тогавашната му приятелка Кармен Хоук. Връзката им приключва малко преди излизането на албума.
В сингъла се използва мелотрон и звуци издавани от различни отпадъци събрани от сметището от Чад Смит и другите членове на бандата.
Видеото към песента е режисирано от Стефан Седнауи.